# Ehrenpromotion 2016/17
Die Ehrenpromotion 2016/17 war die 103. Spielzeit in der zweithöchsten luxemburgischen Spielklasse im Fußball der Männer. Die Saison begann am 20. August 2016 und endete planmäßig am 21. Mai 2017.

## Tabelle
| Pl.                 | Verein                         | Sp. | S  | U | N  | Tore    | Diff. | Punkte |
| ------------------- | ------------------------------ | --- | -- | - | -- | ------- | ----- | ------ |
| 1.                  | US Esch (N)                    | 26  | 18 | 4 | 4  | 057:310 | +26   | 58     |
| 2.                  | FC Rodingen 91                 | 26  | 17 | 4 | 5  | 061:400 | +21   | 55     |
| 3.                  | US Hostert (A)                 | 26  | 15 | 5 | 6  | 064:310 | +33   | 50     |
| 4.                  | Etzella Ettelbrück (A)         | 26  | 14 | 6 | 6  | 056:300 | +26   | 48     |
| 5.                  | Swift Hesperingen              | 26  | 13 | 3 | 10 | 049:410 | +8    | 42     |
| 6.                  | FC Wiltz 71                    | 26  | 12 | 6 | 8  | 041:340 | +7    | 42     |
| 7.                  | US Sandweiler                  | 26  | 11 | 5 | 10 | 047:450 | +2    | 38     |
| 8.                  | FC Mamer 32                    | 26  | 10 | 6 | 10 | 041:440 | −3    | 36     |
| 9.                  | FF Norden 02                   | 26  | 10 | 4 | 12 | 041:440 | −3    | 34     |
| 10.                 | Union Mertert-Wasserbillig (N) | 26  | 10 | 4 | 12 | 041:530 | −12   | 34     |
| 11.                 | CS Grevenmacher (A)            | 26  | 8  | 3 | 15 | 031:360 | −5    | 27     |
| 12.                 | FC Monnerich                   | 26  | 8  | 3 | 15 | 031:540 | −23   | 27     |
| 13.                 | Atert Bissen (N)               | 26  | 4  | 6 | 16 | 029:550 | −26   | 18     |
| 14.                 | Avenir Beggen (R)              | 26  | 1  | 3 | 22 | 023:740 | −51   | 06     |
| Stand: 22. Mai 2017 |                                |     |    |   |    |         |       |        |

| (A) | Absteiger aus der BGL Ligue                                   |
| (R) | Verbleib in der Ehrenpromotion durch Gewinn der Barragespiele |
| (N) | Neuaufsteiger aus den 1. Divisionen                           |

## Relegation BGL Ligue / Ehrenpromotion
| Paarung         | Jeunesse Canach – US Hostert |
| Ergebnis        | 2:2 n. V. (2:2, 2:1), 2:4 i. E. |
| Datum           | 25. Mai 2017 um 18:00 Uhr |
| Stadion         | Stade John Grün, Bad Mondorf |
| Zuschauer       | 1579 |
| Schiedsrichter  | Bourgnon – Mateus Santos, Kricen |
| Tore            | 1:0 Seck (10.), 1:1 D. Stumpf (12.), 2:1 Seck (20.), 2:2 Rougeaux (52.) |
| Jeunesse Canach | Moreira – Hoeser (75. Flies), Nana Kouamou, Negi, De Freitas – Dervisevic, Teixeira, Seck (53. Maruntelu (105. Rauen)), Maurer – Ferro, Lefranc Cheftrainer: Patrick Maurer |
| US Hostert      | Pleimling – Koljenovic, Mura, Furst, C. Stumpf – Wang (68. Guerra), Battaglia, Pomponi, D.Stumpf – Drif (107. Knis), Rougeaux (94. Aribi) Cheftrainer: Henri Bossi          |

## Relegation Ehrenpromotion / 1. Division
| Paarung               | FC Monnerich – Union 05 Kayl/Tétange |
| Ergebnis              | 1:2 (0:2) |
| Datum                 | 26. Mai 2017 um 18:00 Uhr |
| Stadion               | Stade Rue Denis Netgen, Schifflingen |
| Zuschauer             | 1089 |
| Schiedsrichter        | Bindels – Queiros, Bras |
| Tore                  | 0:1 Aires Sousa (3.), 0:2 Sano (7.), 1:2 Oliveira Barros (75.) |
| FC Monnerich          | Da Silva – Bei, Afoun, Kintziger, N’Guyen – Lesbresne, Zydko, Amadei (56. Mvele), Oliveira Barros, Macedo Goncalves (83. Bertemes) – Piskor (58. M. Baizidi) Cheftrainer: Angelo Fiorucci |
| Union 05 Kayl/Tétange | Sabanovic – Bernard, Adrovic (67. Vale Marques), Mendes, Correia – Rodrigues, Sano, Muratovic, Agovic, Aires Sousa (90. Rastoder) – Dos Reis Cheftrainer: Yannick Leroy                   |

| Paarung            | CS Grevenmacher – FC Minerva Lintgen |
| Ergebnis           | 2:0 (1:0) |
| Datum              | 27. Mai 2017 um 17:00 Uhr |
| Stadion            | VictoriArena, Rosport |
| Zuschauer          | 714 |
| Schiedsrichter     | Durieux – Jans, Marcos |
| Tore               | 1:0 Abdullei (28.), 2:0 Bonet (63.) |
| CS Grevenmacher    | Jiang – Pataki, Brzyski, Balota, Schott – Goncalves, Gaspar, Bonet, Zimmer, (80. Ferretti), Musliu (72. Ibrahimi) – Abdullei (83. Aliu) Cheftrainer: Manuel Peixoto    |
| FC Minerva Lintgen | Theis – Silva, Da Mota, Da Graca, Schreiner (69. Ribeiro) – De Almeida, Alves, (37. Mozina), Bouso, Pantoja, Mendes – Bozic (70. Borges) Cheftrainer: Antonio Teixeira |

## Torschützenliste
| Pl. | Spieler                | Mannschaft               | Tore |
| --- | ---------------------- | ------------------------ | ---- |
| 1.  | Pedro Rodrigues Duarte | US Esch                  | 20   |
| 2.  | Ayoub El Guerrab       | FC Rodingen 91           | 19   |
| 3.  | Levy Rougeaux          | US Hostert               | 17   |
| 4.  | Admir Desevic          | US Hostert / FC Mamer 32 | 16   |
| 4.  | Laurent Pomponi        | US Hostert               | 16   |
| 6.  | Theo Sully             | FF Norden 02             | 15   |
| 7.  | Mefail Kadrija         | Etzella Ettelbrück       | 13   |

## Stadien
| Name                     | Stadt               | Verein                     | Kapazität |
| ------------------------ | ------------------- | -------------------------- | --------- |
| Stade Henri Dunant       | Luxemburg           | FC Avenir Beggen           | 4.830     |
| Op Flohr-Stadion         | Grevenmacher        | CS Grevenmacher            | 4.062     |
| Centre Sportif du Deich  | Ettelbrück          | Etzella Ettelbrück         | 4.020     |
| Stade Alphonse Theis     | Hesperingen         | Swift Hesperingen          | 4.000     |
| Stade Jos Philippart     | Rodingen            | FC Rodingen 91             | 3.400     |
| Stade Communal           | Monnerich           | FC Monnerich               | 3.304     |
| Stade Am Poetz           | Wiltz               | FC Wiltz 71                | 2.200     |
| Stade de la Sure         | Wasserbillig        | Union Mertert-Wasserbillig | 1.800     |
| Stade Francois Trausch   | Mamer               | FC Mamer 32                | 1.750     |
| Stade Auf dem Kiemel     | Weiswampach         | FF Norden 02               | 1.700     |
| Stade Victor Marchal     | Tetingen            | Union 05 Kayl/Tétange      | 1.500     |
| Terrain Bousbieg         | Bissen              | Atert Bissen               | 1.000     |
| Stade Norbert Hubsch     | Sandweiler          | US Sandweiler              | 1.000     |
| Zone d’activité Lankhelz | Esch an der Alzette | US Esch                    | 1.000     |